# Albert Lütke
Albert Friedrich Clemens Lütke (* 12. November 1887 in Koblenz; † 5. November 1939 in Berlin) war ein deutscher Jurist, der als Syndikus der Handelskammer Saarbrücken mit seinen Arbeiten einen wichtigen Beitrag auf dem Weg zur Rückgliederung der Saar in das Deutsche Reich geliefert hat.

## Leben

### Herkunft und Familie
Albert Lütke war ein Sohn des Albert Lütke (* 1847 in Fredeburg im Sauerland), der 1870 in Koblenz die Firma Albert Lütke G.m.b.H  gründete
und am 31. Oktober 1870 Mitgesellschafter des Unternehmens Gebrüder Sinn OHG in Koblenz wurde.
Am 2. Mai 1922 heiratete er in Hamburg Thekla Brüggemann, mit der er den Sohn Albert (* 1926) hatte.

### Werdegang und Wirken
Nach dem Abitur am Gymnasium Koblenz absolvierte er ein Studium der Rechtswissenschaften an der Albert-Ludwigs-Universität Freiburg, der Ludwig-Maximilians-Universität München und der Rheinischen Friedrich-Wilhelms-Universität Bonn, von 1913 bis 1918 unterbrochen durch die Militärzeit und den Kriegsdienst. Ende des Jahres 1918 legte er das Assessorexamen ab und kam im Sommer 1919, nachdem er zuvor für kurze Zeit im Textilgroßhandel eingesetzt war, als Syndikus in die Geschäftsführung der Handelskammer Saarbrücken und den mit ihr eng verbundenen Verein zur Wahrung der gemeinsamen wirtschaftlichen Interessen im Saargebiet.
Die gemeinsame Geschäftsführung für die Kammer und die Wirtschaftsverbände – auf Carl Ferdinand Stumm-Halberg und Alexander Tille zurückgehend – erfuhr eine unerwartete Bedeutung, als das Saargebiet durch das Saarstatut (Versailler Vertrag) für 15 Jahre der Verwaltung durch die vom Völkerbund eingesetzte Regierungskommission des Saargebietes unterstellt wurde. Zweck dieser Maßnahme war die Nutzung der als Reparation übereigneten Saarkohlegruben, die Stärkung der französischen Wirtschaft und Eingliederung des Saargebiets in das französische Währungsgebiet. Da die vom Völkerbund eingesetzte Regierungskommission keine wirtschaftspolitischen Entscheidungen traf, nahmen die Selbstverwaltungsorgane der Wirtschaft sowie die Kommunen – durch das Saarstatut ausdrücklich garantiert – diese wichtigen Aufgaben wahr.
Im Frühjahr 1925 folgte er Max Schlenker im Amt, der Syndikus und Hauptgeschäftsführer von Kammer und Verein war. In dieser Funktion war er maßgeblich daran beteiligt, die Verbindung zum reichsdeutschen Markt zu erhalten und weitere Überfremdungsversuche durch die Franzosen abzuwehren. Er war als Sachverständiger tätig; seine Initiativen führten zu Weichenstellungen auf dem Wege zur Rückgliederung der Saar in das Deutsche Reich.
Nachdem die deutsch-saarländische Zollgrenze im Jahre 1925 geschlossen wurde, verfügte die Reichsregierung (Reichskanzler Hans Luther und Reichswirtschaftsminister Albert Neuhaus  nach einer Beratung am 3. Mai 1925) auf Lütke's Vorschlag die Stundung der Einfuhrzölle auf Saarerzeugnisse. Damit blieb der Saarindustrie der deutsche Markt erhalten. Da diese Regelung auch Vorteile für die von den Franzosen beherrschten Saarwerke brachten, drängten diese ihre Landesregierung, aus dieser provisorischen Lösung eine endgültige Regelung zu beschließen. So kam es zum deutsch-französischen Saarzollabkommen, das als Korrektur des Versailler Vertrages den Rückzug der französischen Wirtschaft aus dem Saarland einleitete.
Für ihn war die Wiedereingliederung der Saarwirtschaft in den deutschen Markt unter Aufrechterhaltung des Warenverkehrs mit Frankreich das Hauptthema in den Jahren vor und nach der Volksabstimmung  und der vom Völkerbundsrat verfügten Rückgliederung in das Deutsche Reich zum 1. März 1935.
Lütkes Vorhaben, einen Anschluss der Saar an das deutsche Wasserstraßennetz durch den Bau eines Kanals von der Saar durch die Pfalz zum Rhein (Saar-Pfalz-Kanal) herzustellen, fand zunächst nicht die Zustimmung der Reichsregierung. Mit seiner Forderung, Kanal-Ersatz-Tarife der Reichsbahn, die als sog. Als-Ob-Tarife (als ob der Kanal bestünde) zu bewilligen, hatte er Erfolg. Dieses Modell wurde auch 30 Jahre später in der Europäischen Gemeinschaft für Kohle und Stahl praktiziert.
Nach der Gleichschaltung durch die Nationalsozialisten verlor Lütke seine Ämter. 1938 kam er als Hauptgeschäftsführer der Wirtschaftsgruppe Glasindustrie nach Berlin.
Albert Lütke verstarb plötzlich, eine Woche vor seinem 52. Geburtstag, am 5. November 1939 in Berlin. Die Beisetzung fand am 9. November auf dem Waldfriedhof Dahlem statt.

## Werke (Auswahl)
Lütke war in den Jahren von 1921 bis 1934 Mitverfasser zahlreicher Denkschriften der Parteien und Wirtschaftsverbände an den Völkerbund
- 1923: Die Währungsverordnung und die Umstellungsbestimmungen für  das Saargebiet vom 18. Mai 1923,
- 1927: Der Saar-Pfalz-Kanal, Denkschrift. über die  Verkehrswünsche des Saargebietes
- 1929: Die wirtschaftlichen Probleme bei der Rückgliederung des Saargebietes
- 1935: Bilanzrecht im Saarland